# 모젤주의 캉통
프랑스 모젤주에는 총 21개의 캉통이 속해 있다. 2015년 3월 행정구역 총개편으로 인해 현재는 다음과 같이 설치되어 있다.
- 알그랑주
- 비슈
- 불레모젤
- 부종빌
- 레코토드모젤
- 파메크
- 폴케몽
- 포르바슈
- 프레맹메를바슈
- 아양주
- 메스 1
- 메스 2
- 메스 3
- 메세르비스
- 몽티니레메스
- 르페메생
- 팔부르
- 롱바
- 생타볼드
- 사랄브
- 사르부르
- 사르게민
- 르솔누아
- 르실롱모젤랑
- 스티링벤델
- 티옹빌
- 위스